# یوجی کوری
یوجی کوری (انگلیسی: Yōji Kuri; ۹ آوریل ۱۹۲۸ – ) کارگردان فیلم، تصویرگر، پویانما، و مانگاکا اهل ژاپن بود.